# Mont-sur-Meurthe
Mont-sur-Meurthe é uma comuna francesa na região administrativa de Grande Leste, no departamento de Meurthe-et-Moselle. Estende-se por uma área de 9,51 km². Em 2010 a comuna tinha 1 127 habitantes (densidade: 118,5 hab./km²).